# Alegeri legislative în România, 1985
Alegerile legislative din România din 1985 au fost convocate pe 17 martie 1985 în Republica Socialistă România.
Frontul Democrației și Unității Socialiste a obținut 97,73% din voturi.
Votanți înregistrați: 15.733.060

S-au prezentat la vot: 15.732.095 (99,9%)

Voturi valide: 15.732.095 

Voturi anulate: 0

Voturi obținute de candidații care au primit mandat: 15.375.522
Mandate:
Frontul Democrației și Unității Socialiste: 369

Total mandate: 369